# Мінано

36°4′15″ пн. ш. 139°5′56″ сх. д. / 36.07083° пн. ш. 139.09889° сх. д.
Міна́но (яп. 皆野町, みなのまち, МФА: [mʲinano mat͡ɕi̥]) — містечко в Японії, в повіті Тітібу префектури Сайтама. Станом на 1 жовтня 2008 площа містечка становила 63,61 км². Станом на 1 січня 2009 населення містечка становило 11 087 осіб.